# Donald Trump első elnöksége
Donald Trump első elnöksége 2017. január 20-án kezdődött, hivatalba lépésével, mint az Amerikai Egyesült Államok 45. elnöke. Trump politikai tevékenységének megítélése ellentmondásos, nézetei gyakran változtak. 
Míg a jövedelemadó jelentős csökkentésének felvetése a Republikánus Párt gazdaságpolitikai elképzeléseivel mutat rokonságot, addig az időskorúak vagy az ipari munkásság helyzetének jobbítása a Demokrata Párt nézeteihez állt közel. Ugyanakkor Trump globalizációellenes politikája, protekcionizmusa, a bevándorlás korlátozása felé tett lépései alapvetően különböznek a globalizációpárti, szabadpiac-párti és bevándorláspárti amerikai elit felfogásától. Első elnöksége közben és után ideológiája egyre inkább a jobbra tolódott minden szempontból, önmagát populistának, részben izolacionistának és nacionalistának nevezte.
Populizmusát, szabadkereskedelem-ellenes és bevándorlóellenes, nacionalista álláspontját trumpizmusnak is nevezik. A trumpizmus jelentősen tekintélyelvű beállítottságú, és erősen összefügg azzal a meggyőződéssel, hogy az elnök a jogállamiság felett áll. Úgy emlegetik, mint a szélsőjobboldal amerikai változatát.
Retorikáját, leginkább bevándorlási szempontból, gyakran Adolf Hitler felszólalásaihoz hasonlították. A politikai bázisa Trump felé a személyi kultusz tüneteit mutatta.
Szövetségesének számít Orbán Viktor, a török Erdoğan, a brazil Jair Bolsonaro, a fülöp-szigeteki Rodrigo Duterte és utóda, Bongbong Marcos, a dél-koreai Jun Szogjol.

## Belpolitika

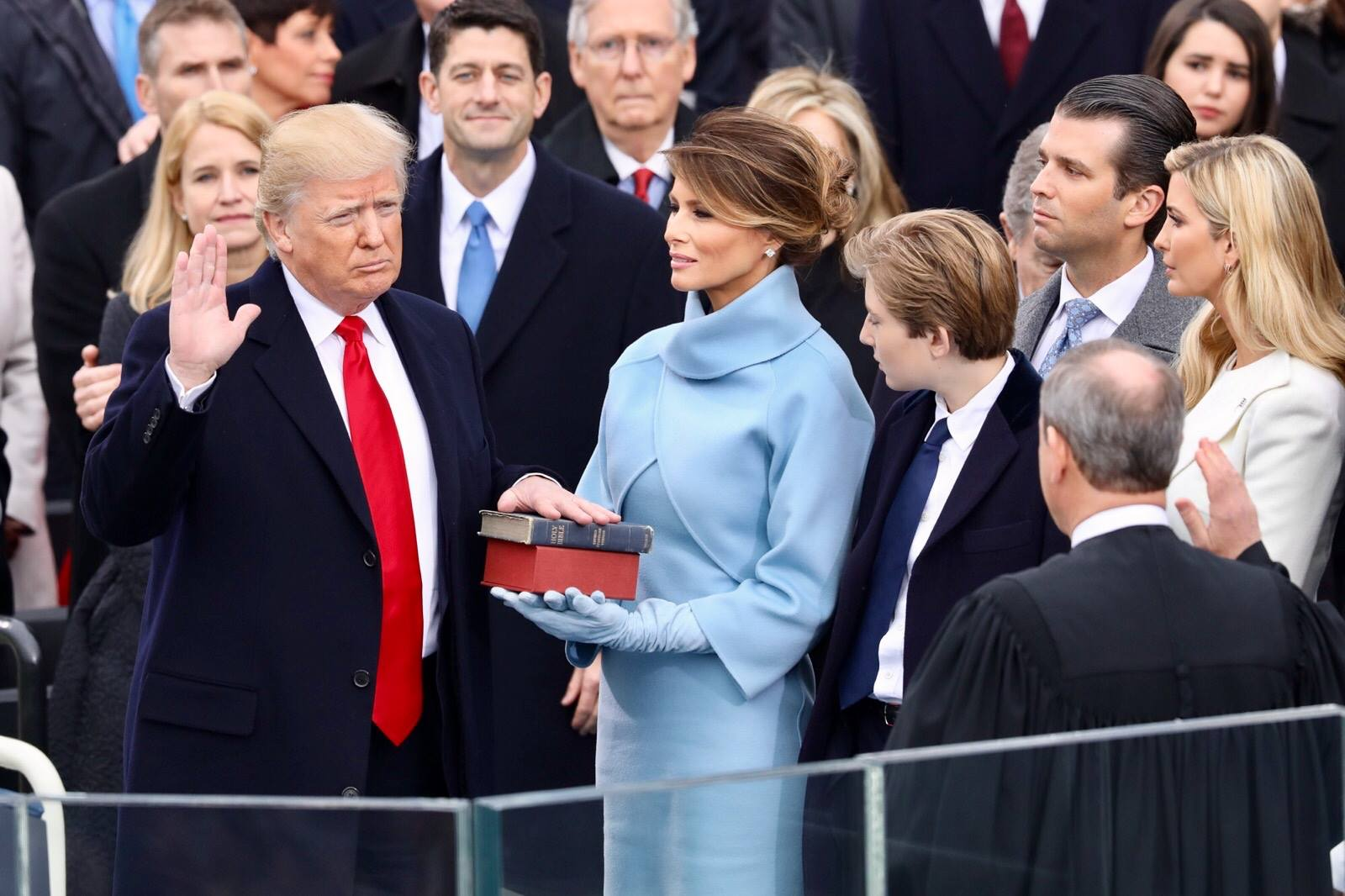
Trump leteszi az elnöki esküt 2017. január 20-án

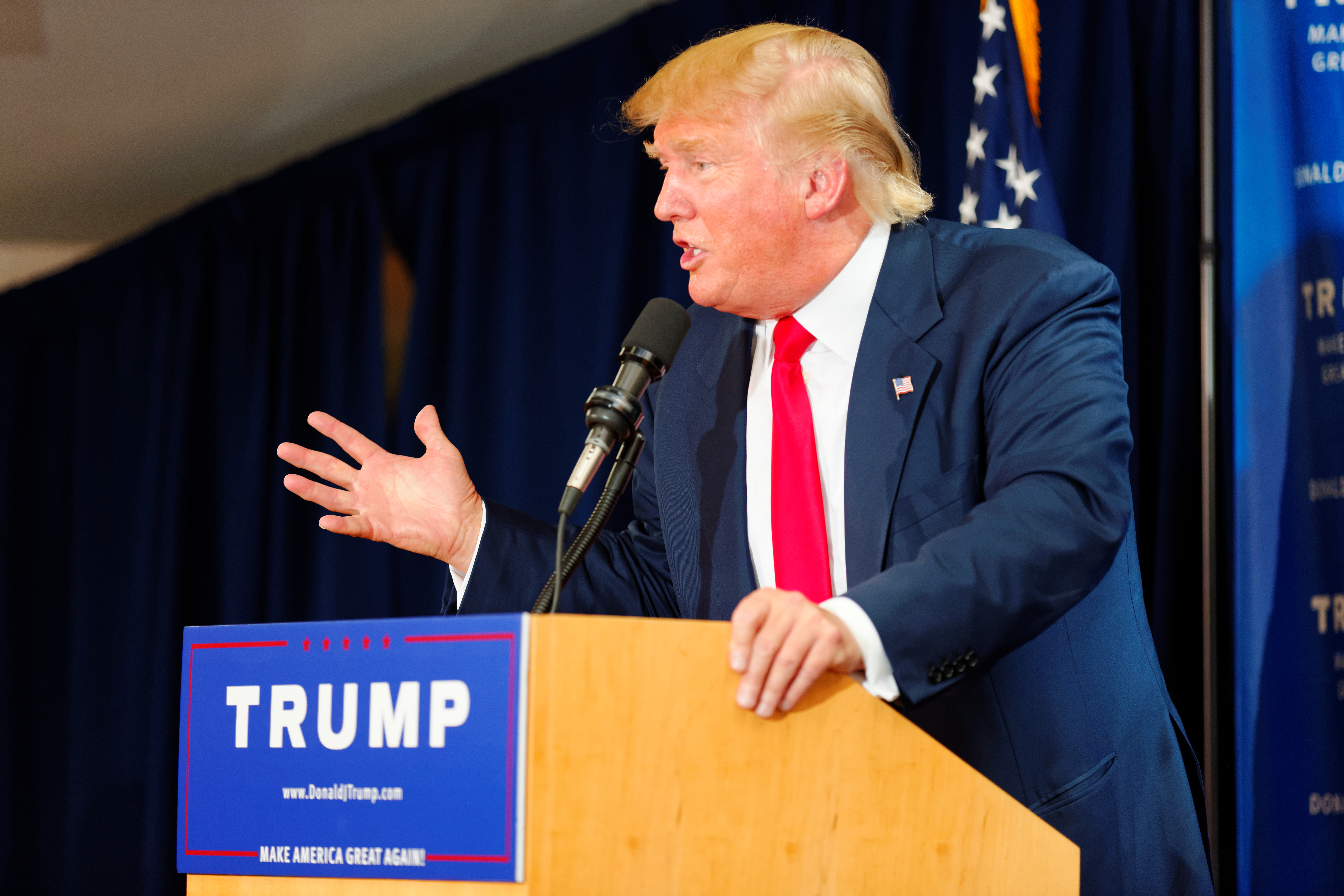
Trump mind a populista törekvést, mind a konteó ideológiát képviseli

Donald Trump 2016. július közepén lett a Republikánus Párt hivatalos elnökjelöltje. Választási kampányában a hatalmon lévő baloldali Demokrata Párt mellett a republikánus elitet is kritikával illette. 2016. október 22-én kijelentette, hogy „megtisztítjuk Washington mocsarát, és olyan kormánnyal váltjuk fel, amely a népé, a nép által és a népért kormányoz.” Trump választási ígéreteivel szemben nem csökkentette a „washingtoni bürokrácia” hatalmát: 2017. augusztus 2-án aláírta az Oroszországgal szembeni szankciókról szóló törvénycsomagot, melyben a hatalmát korlátozó intézkedések is voltak.
Választási győzelme után a Trump-kabineten belül küzdelem kezdődött a Trump veje, Jared Kushner által képviselt neokonzervatívok és a Steve Bannon főtanácsadó által fémjelzett nacionalisták között. Mivel 2017 augusztusában Steve Bannon megvált minden kormányzati tisztségétől, a Trump-adminisztráción belüli hatalmi küzdelmek eldöntöttnek tekinthetők.
Bár a Trump-kabinet ideológiája nem tisztázott, az elnök több alkalommal tett gesztusokat politikai bázisának, a protestáns és evangéliumi keresztény választóknak. Így január 23-án megtiltotta, hogy olyan nem kormányzati szervezetek kapjanak szövetségi vagy külföldi pénzt, amelyek abortuszokat vagy abortusszal kapcsolatos felvilágosítást végeznek. Időközben eltűntek a klímaváltozásról, a szexuális kisebbségekről szóló információk a Fehér Ház honlapjáról, de lekerültek az Obamát ábrázoló képek is. Szintén a konzervatív rétegeknek igyekezett megfelelni azon intézkedése, mely a transzneműeket kizárta az amerikai hadseregből.
Elnökségének 100. napjához, április 29-hez közeledve Neil Gorsuch fellebbviteli bíróvá választását említette a 100 nap legnagyobb sikerének, de beszélt elnökségéről, a NATO-ról, bel és külpolitikáról is. Egy pár nappal későbbi interjúban kitért arra is, hogy korábbi élete után nem számolt az elnöki lét nehézségeivel.

## Gazdaságpolitika
2017. február 28-án Trump beszédet tartott a kongresszus két háza előtt, összegezve elnöksége első 40 napját. Szerinte minden választási ígéretét megtartotta, a munkahelyteremtés érdekében nagyvállalatok vezetőivel tárgyalt. Újjá kívánja építeni az amerikai haderőt is. Arra kérte a kongresszust, hogy fogadja majd el az infrastrukturális beruházásokra előterjesztendő, mintegy ezermilliárd dolláros csomagot, melyet a nemzet újjáépítésére és munkahelyteremtésre szán. Időközben napvilágot látott Trump infrastruktúra-fejlesztő programjának egyik első pontjának terve, mely magánkézbe adná a légiirányítást, továbbá egymilliárd dolláros beruházást ígért egyebek között repülőterek és autópályák fejlesztésére.
2017. január 23-án elnöki rendelettel kiléptette országát a világ legnagyobb kereskedelmi-gazdasági megállapodásának szánt Csendes-óceáni Partnerségből (TPP). Trump már a kampány során is bírálta a paktumot, és általában véve a nemzetközi szabadkereskedelmi és gazdasági megállapodásokat, mert szerinte azok amerikai munkahelyeket sodornak veszélybe. A TPP a világ GDP-jének 40 százalékát ölelte volna fel, és a Csendes-óceán két partját kötötte volna még jobban össze gazdaságilag. Emellett geopolitikai jelentősége is lett volna, hisz lehetővé tette volna Kína elszigetelését.
2017. június 30-án bejelentette, hogy egy elnöki rendelettel újra létrehozza a National Space Council nevű szervezetet, újraindítva az űrkutatást.

## Környezetvédelem és energiapolitika
Trump költségvetési tervezete jelentősen korlátozza a környezetvédelemre és a klímaváltozás-kutatásra szánt forrásokat. Trump nem egyszer minősítette hoaxnak a klímaváltozást. Március 28-án írta alá a rendelkezést, melyben visszavonta elődje, Obama klímavédelmi intézkedéseit. Az intézkedést azonnal több amerikai szövetségi állam és város utasította el, de olyan nagyvállalatok is ellenezték, mint az ExxonMobil olajcég.
Június 1-én Trump bejelentette, hogy (annak ellenére, hogy Kína után az USA a második legnagyobb szén-dioxid-kibocsátó ország) kilépteti az Egyesült Államokat a párizsi klímaegyezményből. Indoklása szerint az egyezmény „igazságtalan” és „drága” az Egyesült Államoknak, de nyitott egy „igazságos” egyezmény felé. Trump számos ezzel kapcsolatos érve azonban nem felelt meg a valóságnak. Trump lépését több vezető és nagyvállalat is csalódottan fogadta. A tényleges kilépés 2020 körül esedékes. A G20-ak vezetői 2017 júliusában megtartott ülésük után kijelentették, hogy támogatják a párizsi klímaegyezmény zökkenőmentes megvalósítását, miközben tudomásul veszik, hogy az Egyesült Államok kimarad belőle. Az amerikai elnök július 13-án beszélt négyszemközt Párizsban Emmanuel Macron francia elnökkel, majd a közös sajtótájékoztatón a következőket mondta a párizsi klímaegyezményről: „Valami történhet", és „Meglátjuk, mi lesz".
Hírek szerint az amerikai mezőgazdasági minisztérium egyik ügynöksége az „éghajlatváltozás” kifejezés mellőzésére szólította fel munkatársait, helyette az „időjárási szélsőségeket” ajánlják használatra, egyéb esetekben pedig az „üvegházhatású gázokkal” kapcsolatos megfogalmazásokra is figyelni kell.

## Migrációs politika
2000 és 2010 között közel 14 millió bevándorló érkezett az Egyesült Államok területére. Trump kampányígéretei között szerepelt, hogy véget vet az illegális bevándorlásnak, a latin-amerikai országokból és a harmadik világbeli, elsősorban muszlim területekről való korlátlan migrációnak. Trump megígérte, hogy falat építtet a mexikói határra, melynek tervei szerint Mexikó állná a költségeit. 2016 szeptemberében kijelentette, hogy a bűncselekményeket elkövető illegális bevándorlókat azonnal kitoloncolja.
Trump január 27-i 13769-es elnöki rendelete értelmében ideiglenes beutazási tilalom lépett érvénybe hét közel-keleti országgal: Szíriával, Iránnal, Irakkal, Szudánnal, Líbiával, Szomáliával és Jemennel szemben. Az amerikai nemzetbiztonsági hivatal közlése szerint azokra is vonatkozott a tiltás, akiknek zöldkártyájuk, azaz állandó amerikai tartózkodásra jogosító engedélyük van. A szövetségi bíróság két napra rá, január 29-én felfüggesztette Trump fenti rendeletét. Trump rendeletét szövetségi, állami és helyi szinten is számos kritika érte. Trump a felfüggesztést a bírói hatalom „tűrhetetlen túlterjeszkedésének” minősítette.
Június 26-án az amerikai Legfelsőbb Bíróság feloldotta Trump bevándorlási rendelete egyes részeinek tiltását. Eszerint korlátozhatóak a Szíriából, Iránból, Szudánból, Líbiából, Szomáliából és Jemenből utazni szándékozók, de lényeges kitétel, hogy továbbra is bejuthatnak az országba azok, akiknek vannak hozzátartozóik, közeli ismerőseik, bizalmasaik az USA-ban, vagy valamilyen szervezettel kapcsolatban állnak, például amerikai intézményben tanulnak, dolgoznak vagy meghívottként részt vennének egy előadáson, és ezt tudják is igazolni a hatóságoknak. A korábbi tervezet nemzetbiztonsági okokra hivatkozva mindenkinek megtiltotta volna a beutazást, emiatt érvénytelenítették azt kétszer is szövetségi bírók, de a módosítással már átengedte a Legfelsőbb Bíróság. Szeptember elején a seattle-i fellebbviteli bíróság is jóváhagyta azt a bírói döntést, amelynek értelmében a kormány nem tilthatja ki az országból azoknak a rokonait, akik jogszerűen élnek az Egyesült Államokban.
Trump április 25-én a szövetségi támogatás megvonását helyezte kilátásba arra az esetre, ha az általa „menedékvárosoknak” nevezett települések nem működnek együtt az új bevándorlási szabályok betartásában, miután több száz város jelezte, hogy ez ügyben nem fognak együttműködni a helyi rendőrséggel és a bevándorlási hivatallal a lakosokkal való jó viszony fenntartása érdekében. Ez az intézkedése azonban szembemenne az alkotmánnyal.
Trump szeptember 5-én bejelentette, hogy megszünteti az Obama által 2012-ben életre hívott DACA (Deferred Action for Childhood Arrivals, azaz Késletetett Cselekvés Gyerekkorú Érkezőknek) nevű programot, ami az USA-ba érkező fiatalkorú bevándorlóknak adott esélyt, megújítható kétéves deportálási késleltetést és munkalehetőséget kínálván nekik. A hírre tizenöt szövetségi állam és a főváros, Washington DC is pert indított Trump ellen.

## Egészségügy

### Egészségbiztosítási reform
Trump választási kampányában nagy hangsúlyt fektetett a Barack Obama által bevezetett egészségbiztosítási rendszer visszavonására. Egyes jobboldali körök szerint ugyanis Obama a szocializmus felé vezette az Egyesült Államokat: egészségügyi reformja a piacgazdasági viszonyokba való beavatkozásként értékelhető, mások azzal érveltek, hogy a biztosítás munkanélküliekre és bevándorlókra való kiterjesztése az amerikai középosztály adóterheit növeli meg.
Trump első intézkedéseként megkezdte Obama Obamacare-nek nevezett egészségbiztosítási rendszerének visszavonását. Mivel republikánus oldalon sem sikerült elegendő támogatót találni, a törvény vitája 2017 őszére tolódott. Az egészségbiztosítási rendszer átalakításával kapcsolatban kikérték a Kongresszusi Költségvetési Bizottság (CBO) nevű, pártoktól független elemző intézet véleményét is.

## Külpolitika
Trump külpolitikája (részben) visszatérést jelent a George W. Bush elnöksége alatt meghatározó neokonzervatív–neoliberális vonalhoz. Egyúttal szakítást jelent az Obama-korszakkal: Trump súlyos hibának nevezte az Irakból való teljes kivonulást (2011), a szíriai és ukrajnai konfliktussal összefüggő „puha”, korlátozottan beavatkozó politikát vagy a 2008 és 2016 közötti kormányzat által Kínának, Iránnak és Kubának tett engedményeket.
A 2008-ban kezdődő gazdasági világválság hosszú távon kedvezőtlenül érintette az USA pénzügyi és politikai pozícióit. Világszerte egyre inkább teret nyert a kilencvenes évek során kialakult multipoláris világrendhez való alkalmazkodás gondolata, miközben az Egyesült Államokat egyre kevésbé tartják szuperhatalomnak. Akárcsak George W. Bush vagy Barack Obama elnöksége idején, továbbra is a feltörekvő regionális hatalmak (Irán, Kína, Észak-Korea) okozzák az USA számára a legnagyobb biztonságpolitikai kihívást. Donald Trump növelni szeretné az Egyesült Államok 7000 töltetes nukleáris haderejét, felülírva az Obama által kötött „Új START” fegyverkorlátozó egyezményt.

### Közel-Kelet
Trump 2015-ben jelentette meg „A megnyomorított Amerika: Hogyan tegyük ismét naggyá Amerikát?” című programkönyvét, melyben a „terrorista Irán” nukleáris fegyverkezése ellen emel szót, de nem zárja ki egy amerikai segítséggel megvalósuló iráni rendszerváltás lehetőségét sem. Trump közel-keleti politikájának mérlege, hogy a szunnita hatalmakra, nevezetesen Szaúd-Arábiára és Törökországra támaszkodik a síita Iránnal és szövetségeseivel szemben. Ezt a célt szolgálja az iráni atomalku felmondása és Iránnal szemben hozott gazdasági szankciók, akárcsak Szaúd-Arábiával kötött százmillió dolláros fegyverüzlet, valamint az Irán-barát Bassár el-Aszad szír elnök egy légibázisa ellen végrehajtott rakétatámadás (2017. április 7.) is. Trump első külföldi útján Szaúd-Arábiába és Izraelbe tett látogatást, érzékeltetve közel-keleti politikájának prioritásait.
Trump választási beszédeiben és megválasztása utáni nyilatkozataiban többször megígérte, hogy „megsemmisíti” az Iszlám Államot. Az Egyesült Államok vezető szerepet vállal az Iszlám Állam elleni koalícióban, amelyből azonban kihagyták Iránt és a szír kormányt, miközben a NATO-tag Törökország is külön utakon jár. Trump Washingtonban Recep Tayyip Erdoğan török elnökkel egyeztetett, támogatva Törökországot a terrorizmus elleni harcban, hozzátéve, hogy Törökország vezető szerepet vállal a szíriai öldöklés megállításában. Egyúttal azonban Törökország a Szíriában folytatott katonai szerepvállalásával az Iszlám Állam ellen küzdő Kurd Népvédelmi Egységeket támadja. A brüsszeli NATO-csúcson az amerikai elnöknek sikerült elérnie, hogy a NATO jelképesen csatlakozzon az Iszlám Állam elleni harchoz.
Trump első külföldi útján felkereste Jeruzsálem óvárosát is. Látogatásával jelezni kívánta, hogy Amerika továbbra is kiemelt partnerének, a térség meghatározó szereplőjének tekinti Izraelt. Trump már a 2016-os elnökválasztás során megígérte, hogy Tel-Avivból Jeruzsálembe helyezi át az USA nagykövetségét. 2017. december 6-án bejelentette, hogy az USA Tel-Aviv helyett Jeruzsálemet ismeri el Izrael fővárosaként (1948-as megalapítása óta a világon elsőként). Jeruzsálemet azonban sem az ENSZ, sem a palesztin szervezetek, se más közel-keleti állam nem tekinti fővárosnak. Trump lépését diplomáciai tiltakozások és tüntetések követték. Az ENSZ közgyűlésén a többség, 128 ország szavazott arra a határozattervre, mely Trump döntésének visszavonását kérte, de a szavazás eredménye nincs hatással az Egyesült Államok külpolitikájára.

### Távol–Kelet

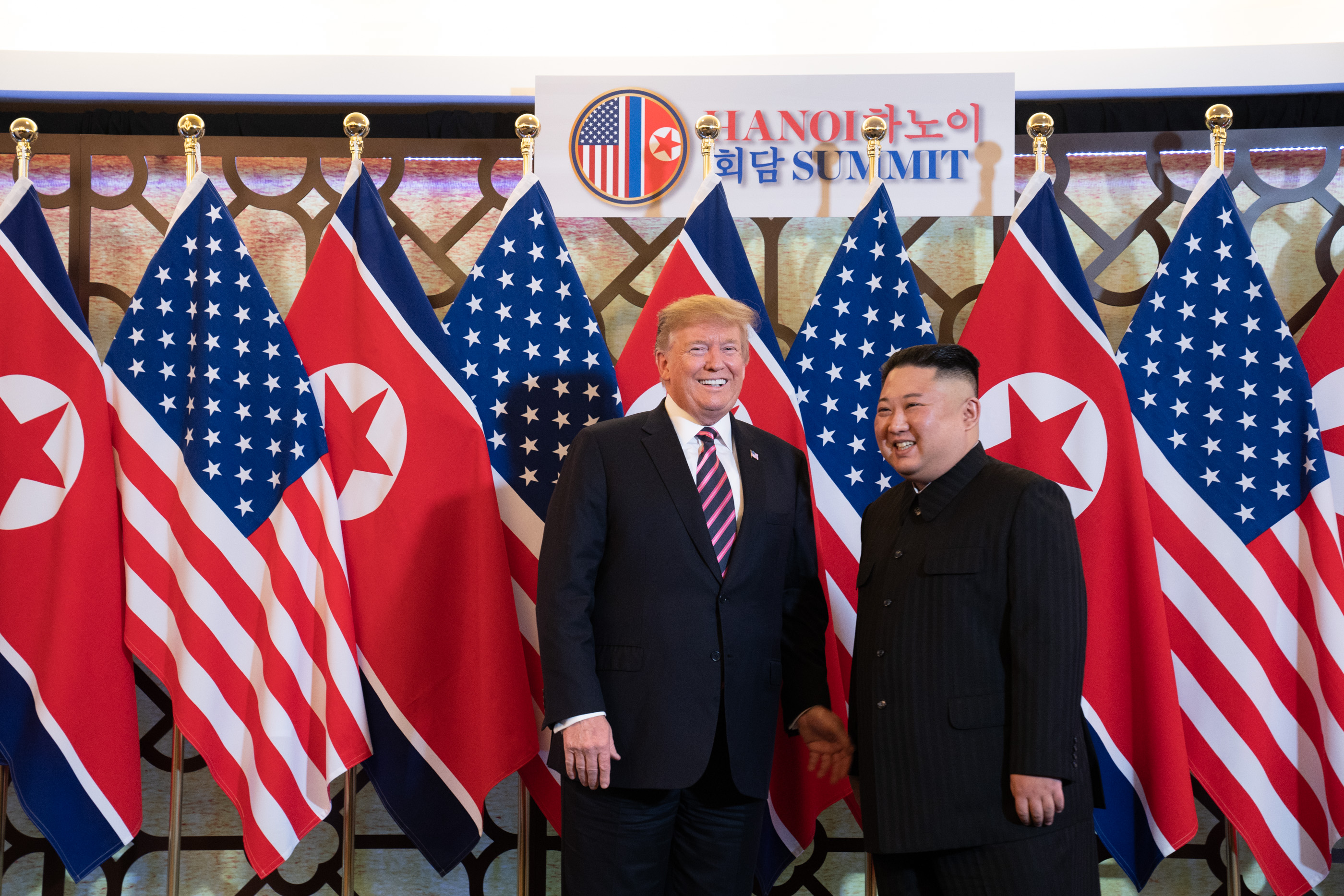
Trump Kim Dzsongun észak-koreai vezetővel

Trump kelet-ázsiai politikájának középpontjában Kína áll, melyet korábban „árfolyam-manipulátornak” és Amerika első számú gazdasági riválisának nevezett. Az elnök az amerikai elithez hasonlóan aggodalommal figyeli Észak-Korea nukleáris fegyverkezését is, nem zárva ki a katonai megoldást sem. Trump kijelentette, hogy akár Kína nélkül is hajlandó lenne Észak-Koreával szembeszállni. Trump december 28-án csalódottságának adott hangot azzal kapcsolatban, hogy Kína nem csatlakozott az Észak-Korea elleni embargóhoz, hanem egyes értesülések szerint nyersolajat szállított a rezsimnek. Kína visszautasította az állítást.
2018. június 12-én Trump személyesen találkozott Kim Dzsongun észak-koreai vezetővel Szingapúrban és 2019 február 27-én Vietnámban.
Trump és Kim külön találkoztak  Szingapúr miniszterelnökével, Lee Hsien Loonggal is. Az elnök beszámolója szerint jól sikerült a történelmi találkozó, Észak-Korea ígéretet tett nukleáris programjának leállítására.
Trump 2017 novemberében Rodrigo Duterte Fülöp-szigeteki elnökkel tárgyalt, ami világszerte ellenkezést váltott ki médiaszereplőkből és emberjogi aktivistákból, miután Duterte felhívására korlátlan gyilkossághullám indult az országban a feltételezett kábítószer-kereskedők ellen.

### Európa
A Trump-kabinetnek reflektálnia kell a Brexitre, az európai migrációs válságra, az Európai Unió strukturális válságára és a NATO belső problémáira. Trump elsőként az USA hagyományos szövetségesével, az Európai Uniót elhagyó Egyesült Királysággal tárgyalt: Theresa May brit miniszterelnök volt az első külföldi vezető, akit Trump beiktatása után vendégül látott.
Trumpnak rendeznie kellett viszonyát Európa vezető gazdasági hatalmával, Németországgal is. Trump nem egy alkalommal kifogásolta Angela Merkel német kancellár menekültpolitikáját, míg Merkel az amerikai elnökválasztás alatt Hillary Clinton elnökjelöltet támogatta. Trump 2017. március 17-én találkozott Merkellel Washingtonban, a találkozó feszélyezett hangulatban telt, ennek fő oka, hogy Németország az exportban érdekelt, míg Trump az amerikai ipart erősítené.
Trump és a NATO kapcsolata ellentmondásokkal terhelt. Trump szerint a NATO elavult intézmény, hisz nem folytat terrorelhárítást, továbbá tagállamai nem veszik ki részüket a védelmi kiadásokból. Csak öt NATO-tagállam akad, mely a bruttó hazai termék (GDP) két százalékát fordítja erre. A Jens Stoltenberg NATO főtitkárral való tárgyalás után Trump elismerte a NATO létjogosultságát.
Trump júliusban Lengyelországba utazott, hogy tárgyaljon a lengyel elnökkel és részt vegyen a Három Tenger csúcstalálkozón. Külpolitikai programbeszédében a lengyeleket méltatta, majd szót emelt a terrorizmus ellen, ismét szóba hozta a NATO-tagállamok pénzügyi kötelezettségét. Felszólította Oroszországot, hogy állítsa le az Ukrajna destabilizációjára irányuló lépéseket. Szóba került az emberi élet védelme, az emberi jogok és a család fontossága. Lengyelországból Hamburgba utazott, hogy a G20-ak ülésén vegyen részt. Két órán keresztül tárgyalt Putyinnal az ukrajnai, szíriai, észak-koreai helyzetről, a terrorellenes harcról és a kiberbiztonságról. Rex Tillerson amerikai külügyminiszter szerint az amerikai elnökválasztást befolyásoló orosz beavatkozások vádja is szóba került.

#### Amerikai–orosz ellentétek
2013–2014 során komoly geopolitikai problémaforrásként merült fel az ukrán belpolitika válsága és az ehhez kapcsolódó orosz–ukrán konfliktus. Mivel az Obama-adminisztráció és az Európai Unió is gazdasági szankciókat vezetett be Oroszországgal szemben, ráadásul a diplomáciai kapcsolatok is elhidegültek, többen új hidegháborúként értékelték Oroszország és a nyugati világ ellentétét. Egy héttel Trump beiktatását követően, 2017. január 20-án az amerikai elnök 50 perces telefonbeszélgetést folytatott Vlagyimir Putyin orosz elnökkel, melyben felvetették a kapcsolatok javítását és a nemzetközi terror elleni közös fellépést. Együttműködésükre árnyékot vetett, hogy április 7-én Trump légicsapást rendelt el Szíria ellen az április 4-i gáztámadás miatt. Az USA először helyezkedett egyértelműen szembe Aszad szír elnök rendszerével, akit Trump diktátornak nevezett. Oroszország kritizálta a támadást, valamint felfüggesztette a repülésbiztonsági megállapodását Amerikával. Ennek kapcsán mind Putyin, mind Trump célzott arra, hogy a két ország viszonya mélypontra jutott.
2017. július 28-án a képviselőház után az amerikai szenátus is nagy többséggel megszavazta az Oroszország, Irán és Észak-Korea elleni szankciókat megfogalmazó törvénycsomagot. A törvény amellett, hogy szigorú pénzügyi szankciókat foganatosít a három ország ellen, korlátozza az elnök hatalmát is. Trumpnak ugyanis minden olyan kérdésben, amely „az amerikai külpolitikában jelentős változást okoz”, jelentést kell írnia a kongresszusnak, és döntését a törvényhozóknak jóvá kell hagyniuk. A törvényre válaszul Oroszország úgy döntött, hogy szeptembertől csak 455 amerikai diplomata maradhat az országban, pontosan annyi, ahány emberrel ők jelen vannak az Egyesült Államokban, ez több száz személy kiutasítását jelenti. Augusztus 2-án Trump aláírta az Oroszországgal szembeni szankciókról szóló törvénycsomagot. Oroszország korábban közölte, hogy válaszul amerikai diplomatákat utasít ki.

### Latin-Amerika
Trump június 16-án visszavonta az Obama-kabinet által tető alá hozott kubai nyitásra vonatkozó egyezményt, mert az szerinte egyoldalú: nem a kubai népet, hanem csak a kommunista havannai kormányzatot és a hadsereget gazdagította. Trump többek közt az amerikai törvények betartását, szabad és nemzetközileg ellenőrzött választásokat követel, valamint korlátozná a Kubába áramló dollár mennyiségét és a kiutazást is, de emellett bírálta a Castro-rezsim „brutális természetét” is. A korlátozások ugyanakkor csak arra a kubai „gigakonglomerátumra” vonatkozik, ami importtermékeket árul. Oroszország kifejezte neheztelését a lépésre, „hidegháborús retorikával” vádolva Trumpot.
Trump retorikájában a venezuelai válság is megjelenik. Hugo Chávez halála után (2013) korábbi külügyminisztere, Nicolás Maduro lett Venezuela elnöke. Az ország politikai és gazdasági összeomlás szélére sodródott. Venezuela elnöke szerint az USA áll a helyi puccskísérletek mögött, illetve ők toborozzák a tiltakozásokat, gazdasági háború indítására törekedve. Az Egyesült Államok tagadta ezeket a vádakat. Egyes elemzők szerint Maduro azért vádaskodik, hogy így terelje el a figyelmet az ország sokszínű problémáiról. Az Egyesült Államok Külügyminisztériuma szerint ugyanakkor Venezuelában az emberi jogok csorbát szenvednek.

## Orosz befolyásolási vád
2016 nyarán a WikiLeaks kiszivárogtatta Hillary Clinton kampánycsapatának és a Demokrata Párt vezetőinek belső levelezését. Mint kiderült, az előválasztások során a Demokrata Párt egyértelműen Clintont támogatta a másik népszerű jelölt, Bernie Sanders vermonti szenátor kárára, ahelyett, hogy egyenlő feltételeket biztosítottak volna minden jelölt számára. A botrány hozzájárult Hillary Clinton választási vereségéhez és Trump megválasztásához.
A 2017 elején kiszivárgott Trump-dosszié szerint az orosz titkosszolgálat kompromittáló adatokkal rendelkezik Trumpról. A Washington Post nyomozása kiderítette, hogy Hillary Clinton kampánystábja rendelte meg a Donald Trumpot lejáratni igyekvő dossziét.
Az USA Hírszerző Közössége kijelentette, hogy bizonyítékot talált arra, hogy az orosz kormány beavatkozott a 2016-os amerikai elnökválasztásba. A Nemzeti Hírszerzési Igazgató Hivatala (ODNI) 2017. januári értékelése szerint az orosz vezetés Donald Trump elnökjelöltet preferálta Hillary Clintonnal szemben, továbbá Vlagyimir Putyin orosz elnök személyesen adott utasítást az amerikai elnökválasztás befolyásolására. 2016. október 7-én az ODNI és a Belbiztonsági Minisztérium (DHS) bejelentést tett, hogy a Hírszerző Közösség meggyőződött arról, hogy az orosz katonai hírszerzés (GRU) hekkelte meg a Demokrata Párt vezetőségének szervereit, akárcsak a Hillary Clinton kampánystábját vezető John Podesta levelezését és továbbította azok tartalmát a WikiLeaks felé. Az orosz kormány visszautasította a feltörés és a szivárogtatás vádját. 2017 januárjában az amerikai nemzeti hírszerzés élén álló James Clapper felvetette, hogy Oroszország a közösségi médián keresztül is beavatkozott az elnökválasztásba.
2016. október 31-én Obama elnök a „forródróton” keresztül figyelmeztette Putyint, hogy hagyjon fel a beavatkozással vagy szembesüljön a következményekkel. Decemberben Obama utasítást adott arra, hogy vizsgáljanak ki valamennyi, elnökválasztással összefüggésbe hozható hacker-tevékenységet 2008-ig visszamenően, míg az amerikai szenátorok kétpárti vizsgálatot indítványoztak. Donald Trump kezdetben elutasította a külföldi beavatkozások lehetőségét, megjegyezve, hogy a Demokrata Párt képtelen beletörődni a vereségbe. 2016. december 29-én Obama elnök kiutasított 35 orosz diplomatát, valamint újabb orosz szervezetekre és magánszemélyekre terjesztette ki a már meglévő szankciókat.
Az elnökválasztás lehetséges orosz befolyásolását kapcsán az FBI, a szenátus és a képviselőház is vizsgálatot folytat. 2017. május 17-én az amerikai igazságügyi minisztérium különleges ügyészt nevezett ki Robert Mueller volt FBI-igazgató személyében, aki az elnökválasztási kampányban történt lehetséges orosz befolyásolási kísérletek kivizsgálására kapott felhatalmazást. 2017. október 30-án Mueller hivatala az ügy kapcsán eljárást indított Paul Manafort, Trump volt kampányfőnöke ellen.

### Trump reakciója
Trump március 4-én azzal vádolta Obamát, hogy lehallgatta a Trump Towert. 2017 szeptemberében ismertté vált, hogy amerikai nyomozók már a választás előtt megfigyelték és lehallgatták Paul Manafortot, Donald Trump akkori kampánymenedzserét.
Trump 2017-ben az amerikai konzervatív aktivisták éves találkozóján a „nép ellenségének” minősítette a sajtót, mondván forrás nélküliek azok a híreszteléseik, amik a közte és Oroszország közti kapcsolatokról szólnak, csakhogy számos ilyen „forrás nélküli” hírről bizonyosodott be a valóságtartalma.
Trump „a történelem legnagyobb egyéni boszorkányüldözéseként” reagált Robert Mueller legfőbb ügyész kinevezésére, hozzátéve, hogy a vizsgálat majd bebizonyítja, hogy nem volt orosz befolyás az elnökválasztás során.

## Médiaháború
A Trump megválasztását követő napokban számháború kezdődött a sajtóban az Obama és Trump beiktatásán részt vett tömegek létszámával kapcsolatban („alternatív tények”), miszerint Trumpén lényegesen kevesebben vettek részt. További vitára adott okot Trumpnak John Brennan leköszönt CIA-igazgatóval való ellentéte. Az elnök amiatt kritizálta a sajtót, mert szerinte azt a látszatot keltették, hogy vitája lenne a titkosszolgálatokkal az orosz befolyásolási kísérletek apropóján.
Trump főstratégája, a Breitbart News szerkesztője, Steve Bannon szerint a média játssza az ellenzék szerepét és nem értik meg ezt az országot; azt sem veszik figyelembe, hogy már Donald Trump az Egyesült Államok elnöke.
Trump február 18-án tartott floridai beszédében a svédországi biztonsági helyzet romlására figyelmeztetett („what's happening last night in Sweden”), melyet a Európát érintő migrációval hozott összefüggésbe. A fősodorbeli média félreértelmezte Trump szavait, szerintük az elnök egy meg nem történt terrortámadásra reagált. Trump azért szervezte a gyűlést, mert szerinte a médiumok igazságtalanul negatív színben mutatják be, akiket a „liberális politikuselit fizetett ügynökeiként” jellemzett. Szerinte „az álhírmédia a nép ellensége, nem az övé”, ideértve a New York Timest, az NBC-t, az ABC-t, a CBS-t, és a CNN-t.
A fentiekhez tartozhat, hogy február 24-én számos médiumot nem engedtek be a Fehér Ház sajtótájékoztatójára. Júniusban kizárták a kamerákat a Fehér Ház sajtótájékoztatóiról.
A 100. napon, április 29-én Trump korábbi ígéretéhez híven nem ment el a fehér házi tudósítók vacsorájára, helyette saját pennsylvaniai rendezvényén vett részt.
Trump június 4-én az előző esti londoni terrortámadás kapcsán kritizálta Sadiq Khan londoni polgármestert, aki szerint „nincs ok megijedni.” Trump azonban ezt a szövegrészt a polgármester biztató hangú közleményéből ragadta ki.
Újabb sajtóvitákhoz vezetett, hogy a virginiai Charlottesville-ben zajló tüntetéssorozat kapcsán nem csupán a szélsőjobboldali tüntetőket ítélte el, hanem a radikális baloldali antifákat is. Trump augusztus 22-én az arizonai Phoenixben tartott, a charlottesville-i tüntetéssorozattal kapcsolatos nagygyűlésen tartott beszédében egységre szólította fel az amerikaiakat: szerinte a sajtó szítja a megosztottságot.

## Donald Trump politikájának megítélése

### Trump-ellenes és Trumpot támogató tüntetések
Beiktatásával egy időben több tüntetésre és zavargásra került sor az Egyesült Államok területén, elsősorban LMBT-aktivisták és feminista csoportok tiltakoztak Trump korábbi kijelentései miatt. A sajtó ötmillió demonstrálóval számolt.
2017. április 15-én több mint 150 helyszínen demonstráltak azért, hogy Trump hozza végre nyilvánosságra az adóbevallását. Néhány helyszínen rendbontás történt, ami miatt tüntetőket is őrizetbe vettek. Korábban a WikiLeaks is érdeklődött Trump adóbevallása iránt.
Július 2-án 45 amerikai városban tüntettek újra Trump ellen, követelve, hogy kezdeményezzék a kongresszusban a Trump leváltását célzó alkotmányos vádeljárást (impeachment). A szervezők szerint azért kell felelősségre vonni az elnököt, mert megsértette az alkotmányt és akadályozta az igazságszolgáltatást.
Trump augusztus 22-én az arizonai Phoenixben tartott nagygyűlésen mondott beszédet. A beszéd után összecsapások kezdődtek a Trump-ellenes tábor és Trump hívei, valamint a rendőrség között.

### Vélemények
A CNBC augusztusi 2-i cikke szerint Trumpot nem érdeklik a bonyolult politikai-gazdaságpolitikai összefüggések. Trump politikai inkompetenciáját mutatja, hogy egyértelmű szakmai kérdésekben figyelmen kívül hagyják az utasításait különböző tisztségviselők.
2018 elején vihart kavart a Trump első elnöki évéről szóló, Tűz és düh (Fire and Fury) című botránykönyv. A szerző, Michael Wolff szerint Trump „a Föld leghiteltelenebb embere”.

### Közvélemény-kutatások
A Gallup szerint elnök nem kezdte a hivatalát ilyen alacsony népszerűséggel: Trump népszerűsége 45%-on, míg elődjéé, Obamáé 67%-on állt elnöksége kezdetén.
Március 20-án látott napvilágot a Gallup felmérése Trump aktuális népszerűségéről, ahol már 37%-on állt, míg elutasítottsága 58%-os volt.
A Pew kutatóintézet júniusi felmérése 37 ország polgárait kérdezte meg. Átlagosan 22 százalékuk támogatja Trumpot, 74 százalék egyáltalán nem bízik benne. Barack Obama támogatottsága elnöksége utolsó éveiben átlagosan 64 százalékos volt a Pew adatai szerint. A megkérdezettek 75 százaléka arrogánsnak, 65 százaléka intoleránsnak tartja Trumpot, 62 százalék vélekedik úgy, hogy a jelenlegi amerikai elnök veszélyes politikus. Mindössze 26 százalék szerint felkészült arra, hogy elnök legyen, másfelől 55 százalék erős vezetőnek tekinti. Trump elutasítása az Egyesült Államok általános megítélését is visszaveti. Egyes vélemények szerint Trump elutasítottsága azt mutatja, hogy az emberek többsége szeret jónak látszani, és Trumppal együtt elutasítja a modortalanságot, miközben Trump emellett az emberek valós, egzisztenciális félelmeire rájátszva próbál gyűlöletet szítani a félelmekből kreálható ellenségképek, mint például harmadik világbéli személyek ellen, akiket terroristáknak lehet bélyegezni.
Trump népszerűsége hat hónappal hivatalba lépése után 36%-on áll a The Washington Post és az ABC News által megrendelt, július 16-án ismertetett felmérés szerint. Jelenleg a többség, 58% helyteleníti azt, ahogyan Trump kormányoz, közülük 48% azt válaszolta, hogy erőteljesen nem ért egyet az elnök politikájával. A megkérdezettek 48%-a véli úgy, hogy Trump januári hivatalba lépése óta gyengült az ország vezető szerepe a világban, míg 27%-uk szerint erősödött. Trump teljesítményét az elődeihez képest a válaszadók fele rosszabbnak ítéli, míg 25% szerint jobb, másik 25% szerint pedig ugyanolyan. A válaszadók 55%-a szerint Trump nem ért el jelentős haladást az általa kitűzött célok megvalósítása terén. A Rasmussen Reports felmérése azt mutatta, hogy Trump elismertsége már 40% alá csökkent, erre pedig még egyszer se volt példa. A Rasmussen ráadásul közismerten kíméletes az elnökökkel ezeknél a felméréseknél, Trump júniusban még rájuk hivatkozott, mikor 50% feletti népszerűségéről beszélt.
Trump népszerűsége Oroszországban is csökkent, miután aláírta az Oroszországgal szembeni szankciókról szóló törvényt, ugyanakkor az emberek többsége nem támogatja az orosz kormány ellenintézkedéseit.
Bár Trump népszerűsége történelmi mélypontra zuhant elnöksége első évére, a törzsszavazói, akik elsősorban az Egyesült Államok elszegényedett, korábban jól menő ipari vidékeiről kerülnek ki ekkor is döntő többségében őt választanák meg újra, mivel szerintük a korábbi politikai elit szereplői elfordultak a magukfajta kisemberektől.

## Második elnöksége
Donald Trump második elnöksége politikája a következő cikkben olvasható: Donald Trump második elnöksége.